# امین عطوشی
امین عطوشی (انگلیسی: Amine Atouchi؛ زادهٔ ۷ ژانویهٔ ۱۹۹۲) بازیکن فوتبال اهل مراکش است.
از باشگاه‌هایی که در آن بازی کرده‌است می‌توان به باشگاه فوتبال الوداد کازابلانکا اشاره کرد.
وی همچنین در تیم ملی فوتبال مراکش بازی کرده‌است.